# Leptotila
Leptotila es un género de aves columbiformes de la familia Columbidae. Este género de  palomas incluye 7 especies y pertenece a la subfamilia americana Leptotilinae  que incluye además a los géneros Zenaida, Ectopistes, Geotrygon y  Starnoenas. Las especies de este género miden entre 25 y 31 cm.

## Especies
Contiene las siguientes especies:
- Leptotila verreauxi  Bonaparte, 1855 - paloma montaraz común
- Leptotila megalura  Sclater & Salvin, 1879 - paloma montaraz de Las Yungas
- Leptotila rufaxilla (Richard & Bernard, 1792) - paloma montaraz frentiblanca
- Leptotila plumbeiceps  Sclater & Salvin, 1868 - paloma montaraz cabecigrís
- Leptotila pallida  Berlepsch & Taczanowski, 1884 - paloma montaraz pálida
- Leptotila battyi  Rothschild, 1901 - paloma montaraz de Coiba (VU)
- Leptotila wellsi (Lawrence, 1884)- paloma montaraz de Granada (CR)
- Leptotila jamaicensis (Linnaeus, 1766)- paloma montaraz Jamaicana
- Leptotila cassini  Lawrence, 1867 - paloma montaraz pechigrís
- Leptotila ochraceiventris  Chapman, 1914 - paloma montaraz ventriocre (VU)
- Leptotila conoveri  Bond & Meyer de Schauensee, 1943 - paloma montaraz de Tolima  (EN)